# 只要有空
《只要有空，》是韩国SBS自2024年4月23日起播出的综艺节目，由《Running Man》的导演崔宝弼与《三時三餐》《尹食堂》的编剧蔡真雅合作打造，劉在錫与柳演錫担任主要MC。
台湾由中華電信MOD、Hami Video、FriDay影音、愛奇藝國際版跟播，新加坡通过Viu公开。

## 节目概要
节目组同通过招募选定各式各样的普通人作为出演者，“专业军团”在他们的空闲时间进行拜访，通过任务给空闲时间的主人送上特别的幸运礼物，旨在给忙碌生活的市民们带去与众不同的内啡肽。

## 播出
第1-8期于2024年4月23日至6月11日间播出；第9期原定2024年10月15日首播，因棒球赛事转播变更至10月22日首播。第15期节目原定2024年12月3日播出，因韩国总统尹锡悦宣布紧急戒严令而被迫中断，该期节目改至12月10日重新播出。第21期节目自2025年5月6日起播出。

## 分集列表
| 集數 | 標題                                                            | 出演嘉宾                 | 首播日期       | 韩国收視人數 （百萬） |
| --- | --------------------------------------------------------------- | ------------------------ | -------------- | --------------------- |
| 1 | 只要有空，就希望你笑 （틈만나면, 웃겨드림）                     | 李光洙                   | 2024年4月23日  | 待公佈                |
| 该集节目中，李光洙与刘在锡、柳演锡到访一家钢琴学院，李光洙还饶有兴致地与钢琴学院的院长一起弹奏钢琴。 |                                                                 |                          |                |                       |
| 2 | Seok Trio的缝隙攻占 （★석트리오★의 틈새 공략）                  | 曹政奭                   | 2024年4月30日  | 0.573                 |
| 曹政奭与刘在锡、柳演锡一起穿梭于忠武路和南山一带，与敬老院的老人们和南山塔的经纪人们一起度过他们的空闲时间。 |                                                                 |                          |                |                       |
| 3 | 憋住呼吸禮物Dive （숨 참고 선물 Dive）                          | 安俞真                   | 2024年5月7日   | 0.465                 |
| 刘在锡与安俞真在节目录制当天一起庆祝柳演锡的40岁生日，安俞真爆料自己与刘在锡在同一家健身房健身，刘在锡甚至比健身教练更严格。三人一起走访瑜伽学院、西装店和花店，与参演者们一起做游戏完成任务度过他们的空闲时间。 |                                                                 |                          |                |                       |
| 4 | 望遠洞Class （망원동클라쓰 안보현）                             | 安普賢                   | 2024年5月14日  | 0.557                 |
| 5 | 神軟景來了 （갓연경이 떴다!）                                   | 金軟景                   | 2024年5月21日  | 0.551                 |
| 6 | 專業找碴車太鉉 （이촌동 인싸와 틈새 공략★）                     | 車太鉉                   | 2024年5月28日  | 0.683                 |
| 7 | 背著惠奫跑 （혜윤 업고 튀어!）                                  | 金惠奫                   | 2024年6月4日   | 0.589                 |
| 8 | 吵翻天的最終章 （시끌벅적 마지막 틈친구들）                     | 池錫辰、趙惠蓮           | 2024年6月11日  | 0.571                 |
| 9 | 來自地獄的金手 （지옥에서 온 금손）                             | 朴信惠                   | 2024年10月22日 | 待公佈                |
| 10 | 酒窩哥攻略瑞來村 （보조개 형과 서래마을 틈새 공략）             | 李瑞鎮                   | 2024年10月29日 | 0.517                 |
| 11 | 熱血司祭 熱情加倍 （열혈 팀워크의 사제들）                      | 金南佶、李荷妮、金成均   | 2024年11月5日  | 0.530                 |
| 12 | 重回青春活力之路 （올라운더 틈친구 등장）                       | 池昌旭                   | 2024年11月12日 | 0.444                 |
| 13 | 可愛秀彬的空閒時間 （사랑둥이 채수빈과 틈새 공략!）             | 蔡秀彬                   | 2024年11月19日 | 0.430                 |
| 14 | 虛弱男子的奇妙一天 （허약맨들과 기묘한 하루）                   | 朱智勋、金熙元           | 2024年11月26日 | 0.539                 |
| 15 | 和世莉大神遊大田 （세느님과 대전 나들이）                       | 朴世莉                   | 2024年12月10日 | 0.553                 |
| 16 | 搞笑美聲雙人組 （유일무이 여성 듀오 틈친구들）                  | Davichi                  | 2024年12月17日 | 0.567                 |
| 17 | 圣诞礼物大作战 （크리스마스 선물 대작전）                       | 鄭在炯、李笛             | 2024年12月24日 | 0.516                 |
| 18 | 我的完美新年空閒 （나의 완벽한 새해 틈새 Time!）                | 韓志旼、李浚赫           | 2025年1月7日   | 0.620                 |
| 19 | 幻想與歡樂的空間 （오늘의 틈 친구! ★수유리 삼형제★）            | 金大明、金鍾旼           | 2025年1月14日  | 0.603                 |
| 20 | 屬龍俱樂部最終章 （용띠클럽 틈친구들과 피날레 틈새공략!）       | 車太鉉、金鐘國           | 2025年1月21日  | 0.754                 |
| 21 | 四兄弟的清潭走透透 （단짝 사형제의 청담 투어!）                 | 車勝元、孔明             | 2025年5月6日   | 0.912                 |
| 22 | 比天堂還美麗的空間 （천국보다 아름다운 틈새 Time!）             | 李姃垠、柳德煥           | 2025年5月13日  | 0.497                 |
| 23 | Feel special的金湖洞 （Feel special~한 금호동 틈새 공략）       | Sana、志效（TWICE）      | 2025年5月20日  | 0.528                 |
| 24 | 道谷洞拼圖空間時光 （도곡동 틈새 ‘퍼즐’을 맞춰라!）             | 孫錫求、金多美           | 2025年5月27日  | 0.698                 |
| 25 | 歡喜冤家的城北之旅 （앙숙 콤비의 달콤살벌한 성북 투어!）        | 洪眞慶、李東輝           | 2025年6月10日  | 0.649                 |
| 26 | 我們如電影般的一天 （방송가 1번지에서 ‘영화’ 같은 하루）        | 南宮珉、全余贇、李雪     | 2025年6月17日  | 0.643                 |
| 27 | 精銳忠誠SEVENTEEN （최초! 철원의 틈을 찾아간 최강! 세븐틴）     | Hoshi、珉奎（SEVENTEEN） | 2025年6月24日  | 0.652                 |
| 28 | 環環相扣水踰里 （꼬리에 꼬리를 무는 수유리 틈새 공략!）         | 張鉉誠、金大明           | 2025年7月1日   | 0.655                 |
| 29 | 摯友般的智友 （걱정 퀸 최지우와 열정 가득한 양재 틈새 공략!）   | 崔智友                   | 2025年7月8日   | 0.731                 |
| 30 | 好奇寶寶與遊戲高手 （호기심 천국 마곡 틈새 공략 GO!）           | 徐現宇、姜河那           | 2025年7月15日  | 0.735                 |
| 31 | TRY出我們的奇蹟 （트라이 기적을 쏘다）                          | 尹啟相、金曜漢           | 2025年7月22日  | 0.754                 |
| 32 | 盆唐的殭屍也瘋狂 （좀비도 웃고 갈 유쾌한 분당 틈 생존기!）      | 曹政奭、曹汝貞           | 2025年7月29日  | 0.864                 |
| 33 | 炎炎夏日在大邱 （핫 썸머 in 대구!）                             | 金成均、玄奉植           | 2025年8月5日   | 0.823                 |
| 34 | 忠州池氏大哥們 （충주 지씨 형님들과 만담 가득 아현 투어）       | 池錫辰、池珍熙           | 2025年8月12日  | 0.780                 |
| 35 | 屬龍俱樂部專業收尾 （피날레 전문 용띠클럽 친구들과 틈새 공략!） | 車太鉉、張赫             | 2025年8月19日  | 0.845                 |

## 收视率
《只要有空，》第一季于2024年4月23日在韩国SBS电视台开播，首集录得全国平均收视率2.3%，第6集的全国平均收视率、首都圈平均收视率、瞬间最高收视率（5.7%）均刷新自身最高纪录，20岁至49岁年龄段观众收视率自开播后连续8周蝉联全频道同时段第一。第二季于2024年10月22日首播，首集录得全国平均收视率2.3%，与第一季首集收视率持平；第16集录得首都圈平均收视率3.3%，创下该季最高收视纪录，开播后连续5周蝉联2049收视率冠军。